# Cerco de Roma (537-538)

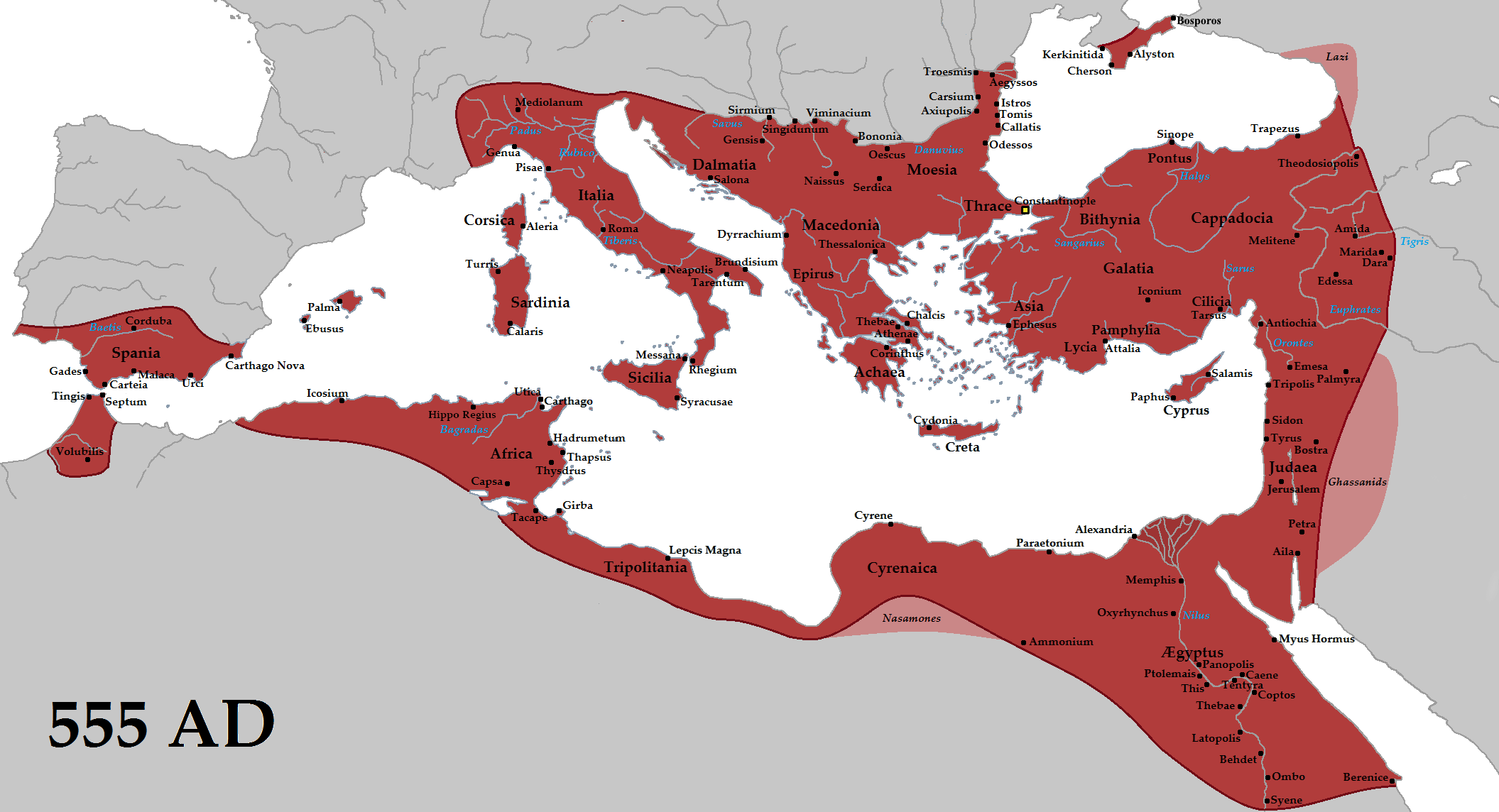
O Império Romano do Oriente (em vermelho) e seus vassalos (em rosa) em 555 durante o reinado de

O Primeiro Cerco de Roma durante a Guerra Gótica durou um ano e nove dias, de 2 de março de 537 a 12 de março de 538. A cidade foi sitiada pelo exército ostrogodo sob seu rei Vitige; os defensores dos romanos orientais eram comandados por Belisário, um dos generais romanos mais famosos e bem-sucedidos. O cerco foi o primeiro grande encontro entre as forças dos dois adversários e desempenhou um papel decisivo no desenvolvimento subsequente da guerra.

## Consequências
Após sua vitória sobre um inimigo numericamente muito superior, os romanos ganharam vantagem. Chegaram reforços sob o comando de Narses, o que permitiu a Belisário tomar várias fortalezas góticas e controlar a maior parte da Itália ao sul do rio Pó no final de 539. Eventualmente, a própria Ravena foi tomada por engano em maio de 540, e a guerra parecia efetivamente encerrada. Porém, muito em breve, os godos, sob a competente liderança de seu novo rei Tótila, conseguiram reverter a situação, até que a posição do Império na Itália quase desmoronou. Em 546, Roma foi novamente sitiada por Tótila, e desta vez Belisário não conseguiu impedir sua queda. A cidade foi reocupada pelos imperiais logo depois, e Tótila teve que sitiá-la novamente em 549. Apesar da queda da cidade, o triunfo de Tótila seria breve. A chegada de Narses em 551 representou o começo do fim para os godos, e na Batalha de Tagina e em 552 os godos foram derrotados e Tótila foi morto. Em 553, o último rei ostrogodo, Teia, foi derrotado. Embora várias cidades no norte continuassem a resistir até o início dos anos 560, o poder gótico foi quebrado para sempre.
As Guerras Góticas, e em particular o cerco, tiveram um efeito desastroso na população da cidade. Segundo uma estimativa, a população diminuiu 90% para cerca de 30 mil no ano 550. Dos 13 aquedutos originais, apenas dois permaneceram funcionais, e a área povoada era 10% daquela em seu pico.